# Saint-Venant
Saint-Venant è un comune francese di 3 305 abitanti situato nel dipartimento del Passo di Calais nella regione dell'Alta Francia.

## Società

### Evoluzione demografica
Abitanti censiti